# Gellerupbadet
Gellerupbadet er en svømmehal i Aarhus-bydelen Brabrand. 
Gellerupbadet har tre bassiner:
- Svømmebassin (25 m × 14,8 m, 155 cm dybt og 27 grader varmt)
- Lege/træningsbassin (17,3 m × 8,3 m, 80 cm dybt og 30 grader varmt)
- Baby/terapibassin (9,6 m × 6,4 m, 60 cm dybt og 34 grader varmt)

Derudover findes der en fælles sauna, som er placeret inde på bassinkanten. Den er 85 grader varm. Da mænd og kvinder deler saunaen, foregår saunabesøg med badetøj på. 
Under renovering i 2008 blev det tidligere springbassin omdannet til klatrevæg (Danmarks største klatrevæg), som i dag administreres af Århus Klatreklub. 

## Aktiviteter
I Gellerupbadet er der forskellige aktiviteter såsom seniorsvømning, BabySvømning og RytmeRangle. BabySvømning og RytmeRangle er en del af By i Bevægelse. Gellerupbadet råder desuden over et aktivitetslokale, som vil tilbyde aktiviteter, samvær og begivenheder i forskellige afskygninger.

## Klubber, der benytter Gellerupbadet
- Aarhus Fridykkerklub
- Aarhus Gymnastikforening af 1880
- Danske naturister Århus
- Århus Kano & Kajak Klub
- Århus Klatreklub